# ارباب حلقه‌ها: حلقه‌های قدرت (فصل ۲)
فصل دوم مجموعه تلویزیونی فانتزی آمریکایی ارباب حلقه‌ها: حلقه‌های قدرت بر پایهٔ تاریخ سرزمین میانه اثر جی. آر. آر. تالکین است که عمدتاً از ضمائم رمان ارباب حلقه‌ها تهیه شده است. این فصل که هزاران سال پیش از داستان رمان در عصر دوم سرزمین میانه جریان دارد، ظهور فرمانروای تاریکی سائورون و ساخت شمار بیشتری از حلقه‌های قدرت را به تصویر می‌کشد. این مجموعه توسط آمازون ام‌جی‌ام استودیوز با همکاری نیو لاین سینما ساخته شده است. جی.دی. پین و پاتریک مک‌کی به‌عنوان شورانر در این مجموعه مشغول به کار بودند.
آمازون حقوق تلویزیونی ارباب حلقه‌ها را در نوامبر ۲۰۱۷ به دست آورد و ساخت چند فصل این مجموعه را عهده‌دار شد. سفارش فصل دوم در نوامبر ۲۰۱۹ داده شد و مراحل نگارش در خلال وقفه طولانی تولید فصل نخست که بر اثر دنیاگیری کووید-۱۹ بود، آغاز شد. آمازون در اوت ۲۰۲۱ اعلام کرد که مراحل فیلمبرداری این مجموعه با آغاز فصل دوم از نیوزیلند به بریتانیا منتقل می‌شود. فیلمبرداری در اکتبر ۲۰۲۲ با کارگردانی شارلوت برندستروم، سانا همری و لوئیز هوپر آغاز شد. بسیاری از بازیگران بزرگ در سطح بین‌المللی از فصل نخست بازگشتند. آهنگساز بر مک‌کرری نیز شروع به کار کرد. اطراف ساری و بارکشر و همچنین جزایر قناری از مکان‌های فیلمبرداری بودند. مراحل فیلمبرداری در اوایل ژوئن ۲۰۲۳ در بحبوحه اعتصاب سال ۲۰۲۳ انجمن نویسندگان آمریکا به پایان رسید.
سه قسمت نخست این فصل در تاریخ ۲۹ اوت ۲۰۲۴ در سرویس استریم آمازون پرایم ویدئو پخش شدند. پنج قسمت دیگر تا ۳ اکتبر به صورت هفتگی پخش شدند. برآورد شرکت‌های تجزیه و تحلیل نشان‌دهندهٔ کاهش قابل توجه بینندگان نسبت به فصل نخست بود در حالی که آمازون اعلام کرد این فصل یکی از پنج فصل پربیننده در پرایم ویدئو است.  نقدها عموماً مثبت بودند و جلوه‌های بصری و موسیقی مک‌کرری را ستایش کردند اما در مورد بهبود نگارش فیلم‌نامه و سرعت روند داستانی نسبت به فصل نخست دیدگاه‌های ضد و نقیضی وجود داشت.

## بازیگران
- چارلی ویکرز در نقش سائورون
  - جک لودن در نقش سائورون فرودوایت
- مورفید کلارک در نقش گالادریل
- رابرت آرمایو در نقش الروند
- بنجامین واکر در نقش گیل-گالاد
- دانیل ویمن در نقش غریبه
- کیران هایندز در نقش جادوگر تاریک
- مارکلا کاونا در نقش ئلانور «نوری» برندی‌فوت
- مگان ریچاردز در نقش پاپی پرادفلو
- چارلز ادواردز در نقش کلبریمبور
- بن دنیلز در نقش کیردان
- سم هزلدین در نقش آدار
- نیکلاس وودسان در نقش دیارمید
- جف مورل در نقش والدرگ
- Amelia Kenworthy در نقش Mirdania
- Zates Atour در نقش Brânk
- Sophia Nomvete در نقش Disa
- Owain Arthur در نقش Durin IV
- پیتر مولان در نقش Durin III
- کوین الدن در نقش Narvi
- Stuart Bowman در نقش Barduk
- لوید اوون در نقش الندیل
- مکس بالدری در نقش ایسیلدور
- تریستان گرول در نقش فارازون
- Cynthia Addai-Robinson در نقش Míriel
- Ismael Cruz Córdova در نقش Arondir
- Tyroe Muhafidin در نقش Theo
- Alex Tarrant در نقش Valandil
- Ema Horvath در نقش Eärien
- Leon Wadham در نقش Kemen
- Will Keen در نقش Belzagar
- Nia Towle در نقش Estrid
- Ken Blackburn در نقش Tar-Palantir
- William Chubb در نقش کاهن اعظم نومه‌نور
- روری کینیار در نقش تام بامبادیل
- Gabriel Akuwudike در نقش Hagen
- Oliver Alvin-Wilson
- جیم برودبنت در نقش the voice of Snaggleroot
- Gavi Singh Chera در نقش Merimac
- Selina Lo در نقش Rían
- Calam Lynch در نقش Camnir
- Tanya Moodie در نقش Gundabel
- اولیویا ویلیامز در نقش the voice of Winterblossom

## پخش
مراسم افتتاحیهٔ جهانی این فصل در بی‌اف‌ای ساوت بانک لندن در ۲۰ اوت ۲۰۲۴ برگزار شد. سه قسمت نخست این فصل در تاریخ ۲۹ اوت ۲۰۲۴ در سرویس استریم آمازون پرایم ویدئو پخش شدند. پنج قسمت دیگر تا ۳ اکتبر به صورت هفتگی پخش شدند. قسمت‌های این مجموعه همزمان با پخش ایالات متحده، در بیش از ۲۴۰ کشور و منطقه منتشر می‌شوند.

## بازخورد

### شمار بینندگان
محاسبهٔ شرکت تجزیه و تحلیل سمبا تی‌وی—که داده‌های شمار بینندگان را از سه میلیون تلویزیون هوشمند جمع‌آوری می‌کند—نشان داد که قسمت نخست در چهار روز نخست پخش توسط ۹۰۲٫۰۰۰ خانواده آمریکایی مشاهده شده است. روزنامه‌نگاری در ددلاین هالیوود گفت این داده‌ها نشان‌دهنده کاهش چشمگیر علاقه نسبت به نخستین قسمت فصل اول است که سمبا گفته بود ۱٫۸ میلیون خانواده آمریکایی در سه روز نخست آن را تماشا کرده بودند. لامینیت که داده‌های بینندگان تلویزیون‌های هوشمند را نیز جمع‌آوری می‌کند، گفت سه قسمت نخست در همان روز نخست پخش ۶۳٫۲ میلیون دقیقه تماشا شده است که کمتر از افتتاحیهٔ فصل چهارم مجموعهٔ پسران (با ۷۹٫۹ میلیون دقیقه تماشا) بود.

### واکنش منتقدان
فصل دوم در وبگاه گردآوری نقد راتن تومیتوز بر اساس نظر ۱۴۶ منتقد، امتیاز ۸۵٪ با میانگین نمرهٔ ۷٫۳۵/۱۰ را کسب کرده است. اجماع منتقدان این وبگاه می‌گوید: «فصل سال دومی حلقه‌های قدرت در حالی که برخی از عیب‌های فصل قبلی را حفظ می‌کند، فضائل جدیدی را کشف می‌کند و در مجموع به‌سوی ماجراجویی پویاتری در امتداد دنیای تالکین می‌رود.» این فصل در متاکریتیک، که از میانگین وزنی استفاده می‌کند، بر اساس نظر ۲۵ منتقد امتیاز ۶۷ از ۱۰۰ را کسب کرده که نشان‌گر واکنش‌های «عموماً مطلوب» است. منتقدان عموماً احساس کردند که عوامل فنی تولید فصل دوم همچنان در سطح بالایی است و عناصر بصری، کار طراحی و موسیقی مک‌کرری را ستایش کردند. همچنین دیده می‌شود که این فصل نسبت به فصل نخست در داستان‌سرایی خود مطمئن‌تر بوده است؛ اگرچه منتقدان می‌گویند این مجموعه همچنان دارای مشکلاتی در روند کند داستانی است و خط داستانی بیش از حدی دارد.

### واکنش مخاطبان
روز بعد از پخش این فصل، امتیاز مخاطبان در راتن تومیتوز تقریباً دو برابر بالاتر از امتیاز فصل نخست بود. جیمز هیبرد در هالیوود ریپورتر خاطرنشان کرد که رتبه‌دهی پایین فصل نخست تا حدی به‌دلیل واکنش شدید مخاطبان به بازیگران متنوع آن و سایر عناصری بود که به نظر می‌رسد «ووک» باشد. این روزنامه‌نگار این سؤال را مطرح کرد که فصل دوم نسبت به فصل نخست «کمتر ووک» در نظر گرفته شده است و این عامل باعث بهبود امتیاز فصل دوم شده است. او همچنین مطرح کرد یا بینندگان، منبع اصلی به کار رفته در مجموعه را بیشتر پذیرفته‌اند، یا افرادی که فصل نخست را دوست نداشتند، صرفاً ترجیح داده‌اند که فصل دوم را تماشا نکنند و به آن امتیاز ندهند.